# Herman Niklas Grim

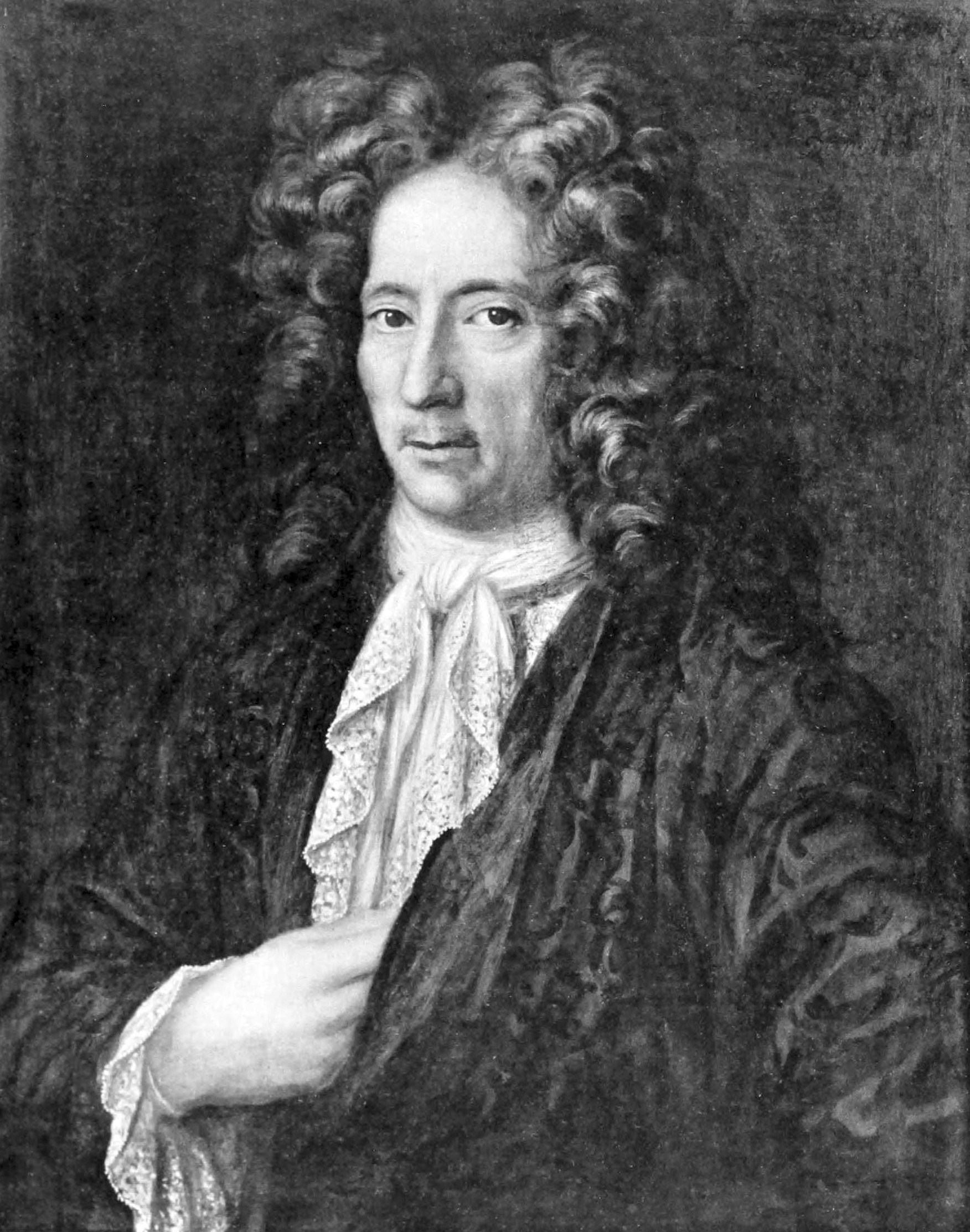
Herman Niclas Grim.

Herman Niklas Grim (auch Hermann Nicolaus Grimm, Hermannus Nicolaus Grimmius, * 1641 in Visby; † 1711 Stockholm) war ein schwedischer Ostindien-Reisender, Mediziner und Naturforscher, der bedeutende Schriften über Pflanzen und Heilmittel in Asien und dem südlichen Afrika verfasst hat.

## Leben
Grim wurde an der Westküste der schwedischen Insel Gotland geboren. Er war der Sohn des Feldschers Nils Grim. Er studierte zunächst in Kopenhagen bei dem Alchemisten und Mediziner Olaus Borrichius (1626–1690), einem der Begründer der experimentellen Wissenschaft in Dänemark. Danach ging in die Niederlande, wo er in Leiden 1662 sein Studium mit dem Ärzteexamen abschloss. Im selben Jahr weilte er auch kurz in Bordeaux. Anschließend nahm er an einer Expedition nach Nowaja Semlja im Nordpolarmeer teil. Einigen Bemerkungen in seinem Compendium Medico-Chymicum zufolge, war er 1664 im Dienst der niederländischen Ostindien-Kompanie als erster Chirurg auf einem Schiff tätig und traf im Laufe des folgenden Jahres in Batavia, dem Hauptstützpunkt der Niederländer in Asien, ein.
Zwischen 1667 und 1682 arbeitete Grim für eine nicht geklärte Zeitdauer im Labor der von dem Mediziner Andreas Cleyer für die Kompanie betriebenen batavischen Apotheken als ‚doctor chimicus’. Hier begegnete er dem promovierten Mediziner Johann Otto von Hellwig aus Kölleda, der nicht weniger ambitioniert die Welt Ostasiens unter die Lupe nahm. Mindestens in den Jahren 1674/75 war Grim im Krankenhaus von Colombo auf Ceylon (heute Sri Lanka) stationiert, das seinerzeit unter der Kontrolle der Ostindien-Kompanie stand.
Die Ergebnisse seiner Erkundungen zur Materia Medica in Ceylon fasste Grim im „Laboratorium Chymicum, Gehouden op het voortreffelycke Eylandt Ceylon“ zusammen, das 1677 in Batavia auf Kosten der Kompanie gedruckt wurde. Dies war die erste nennenswerte naturwissenschaftliche Arbeit zu Ceylon. Die Anregung hierzu kam sicher von Cleyer, der für die Versorgung der Kompanie mit Heilmitteln verantwortlich war und einige Mühe hatte, ausreichende Mengen zu vernünftigen Preisen bereitzustellen. Denn seit mehreren Jahrzehnten galt das Amsterdamer Arzneibuch (Pharmacopoeia Amstelredamensis) als verbindlicher Standard. Deswegen wurde der größte Teil der Mittel unter hohen Kosten aus den Niederlanden geliefert. Flaschenbruch war nicht selten, und die Feuchtigkeit und Hitze südlicher Breiten beeinträchtigten die Qualität der Substanzen. Grim stellte nun Heilmittel aus Ceylon vor, die als Ersatz für europäische Lieferungen genutzt werden konnten. Cleyer war nicht undankbar. Anfang 1678 delegierte er die Visitationen der batavischen Ärzteschaft an Grim und verschaffte ihm so eine Gehaltserhöhung. 1679 erschien Grims Compendium medico-chimicum, seu accurata medendi methodus. Am 19. November desselben Jahres schloss Cleyer eine eigene, an den Generalgouverneur und den „Rat von Indien“ gerichtete Erklärung über den Einsatz ostindischer Drogen ab, samt einer umfangreichen Aufstellung, welche „in verscheyden quartieren van Indien vallen en wat voor compositien uyt deselven ten dienste van d’eed. Oost-Ind. Compagnie alhier connen gemaeckt worden.“ Grim griff diese Frage später noch einmal auf und fügte 1684 der zweiten, in Augsburg gedruckten Ausgabe des „Compendium medico-chymicum“ eine „Pharmacopoeia Indica“ mit einheimischen Mitteln bei.

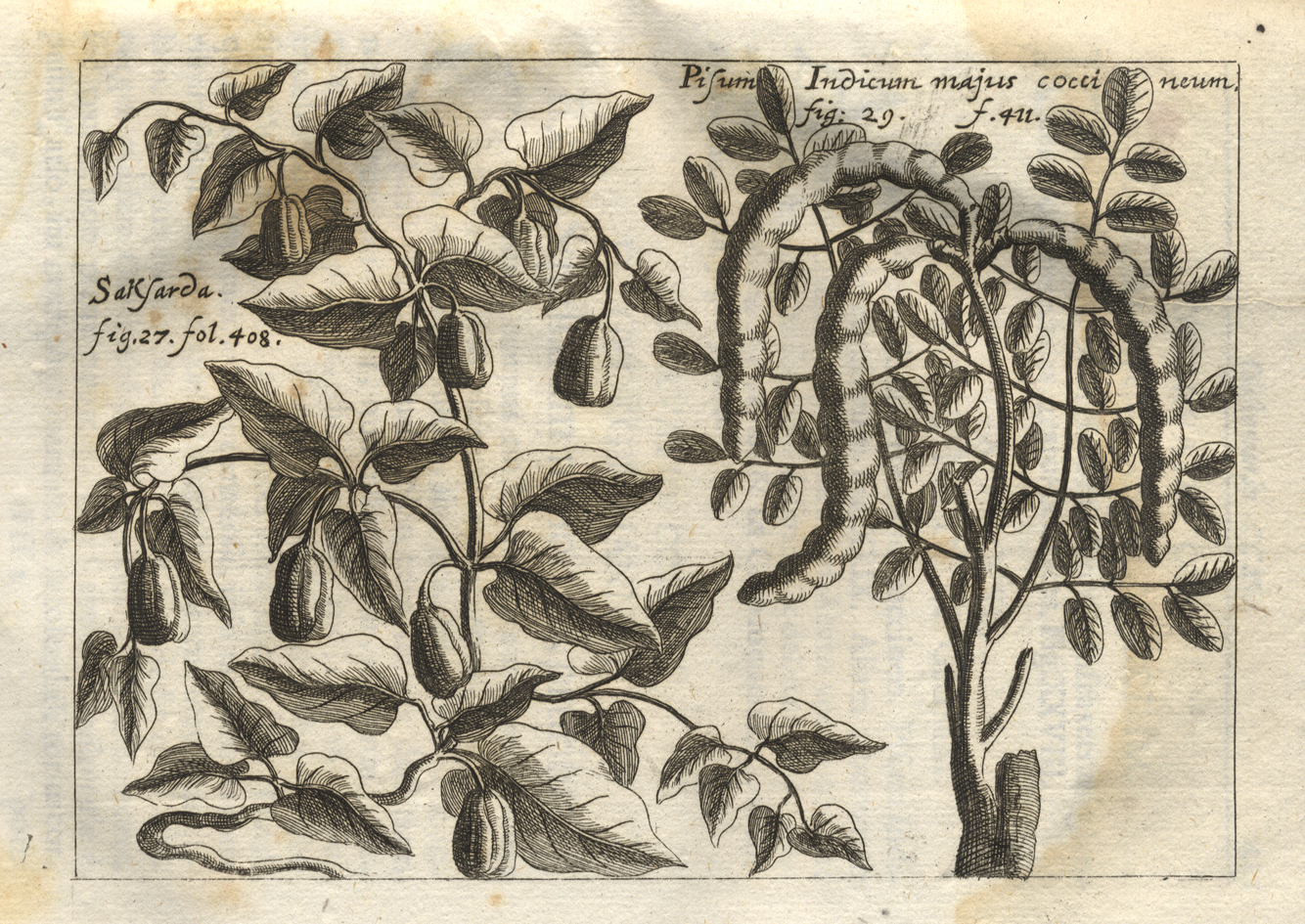
Illustration zu Grimms Arbeit „Pisum Indicum“ (Miscellanea Curiosa, Dec. 2, Ann. 3)

Im Mai 1681 wurde Grim als Bergrat nach Sillida (heute Painan) an der Westküste Sumatras entsandt. Mit von der Partie als Visitateur war der niederländische Arzt Willem ten Rhijne. Die Kompanie versuchte, den Goldbergbau auf der Insel voranzutreiben, doch das mörderische Klima forderte einen schweren Tribut. „In des Bergwercks Jammer-Thale Find man Kranckheit überalle“, reimte der ‚Bergschreiber’ Elias Hesse und fügte seinem Tagebuch eine Liste der Bergleute aus Sachsen an, die mit ihm 1680 nach Sumatra gezogen und dort gestorben waren. Auch Johann Wilhelm Vogel, einer der deutschen Leidensgenossen, erkrankt bald so sehr, dass die auf Sumatra befindlichen „Medici und Chirurgi“ verzweifelten. Der Commisarius Pit zeigte Mitleid und schickte „zu dem Ende auch Herr D. Hermannum Nicolaum Grimm, einen berühmten Medicum, der in seiner Gesellschaft mit von Batavia gekommen und der Commission als Rath beywohnete“. Grim, der eine Verlegung nach Batavia empfahl, blieb bis zum Februar 1681 in Sumatra. Einige seiner Beobachtungen wurden 1686 unter dem Titel Minera auri et argenti sumatrensis publiziert. An einer Erneuerung des auslaufenden Vertrags mit der Kompanie war er nicht mehr interessiert. Am 5. Oktober 1681 erhielt er die Erlaubnis zur Heimreise mit Frau und Familie. Im folgenden Jahr traf er in Amsterdam ein.
Für kurze Zeit arbeitete Grim als Arzt in den Niederlanden, danach soll er in Nürnberg gewesen sein. 1683 wurde er Provinzialarzt im schwedischen Södermanland, dann Medicus der Grafschaft von Ostfriesland, anschließend Garnisonsarzt in Tönningen (Holstein-Gottorp). Schließlich zog er nach Gotland, fünf Jahre darauf nach Stockholm, wo er Aufnahme ins Collegium medicum (Collegium medicorum) fand, einer Organisation von Ärzten, die seit 1662 die Anhebung der medizinischen Standards verfolgte. 1710 wurde er zum Pestarzt ernannt, im folgenden Jahr erlag er dieser Krankheit.
In den Ephemeriden der Leopoldina sowie in Thomas Bartholins „Acta Medica & Philosophica Hafniensia“ findet sich eine stattliche Zahl von Grimschen Observationen zu Pflanzen, unter anderem dem Kampfer- und Zimtbaum, zu den Gold- und Silbervorkommen auf Sumatra sowie zum ceylonesischen Nashorn.

## Ehrungen
Carl von Linné nannte 1758 zu Grimms Ehren die von diesem 1686 zuerst beschriebene Duckerart Kronenducker Sylvicapra grimmia.

## Werke
- Laboratorium chymicum: gehouden op het voortreffelycke Eylandt Ceylon, soo in't Animalische, Vegetabilische, als Mineralische Ryck. Wordende de liefhebberen niet alleen de praeparatien der selve trouwelyck op-geteyckent, maer oock desselver gebruyck, en hoedanigh sy moeten geadhibeert worden. Dienende tot een bewys, hoe dat men de swaere Eysschen te vooren gedaen, grootelycks verminderen, en van betere bedienen kan. Door Hermannus Nicolai Grim, Medicinae Doctor, in dienst der Edele Nederlandtsche Oost-Indische Compagnie. Batavia. Gedruckt by Abraham van den Eede, Boeckdrucker der E. Compagnie, […] Anno 1677. urn:nbn:de:bvb:12-bsb10286704-5.
- Insulæ Ceyloniæ Thesaurus Medicus, Vel Laboratorium Ceylonicum / A Bartholomeo Pielat, Medicinæ Doctore, Latinitate donatum. Henricum & Theodorum Boom, Amsterdam 1679.
- Pharmacopoeia Indica, in qua continentur medicamenta in Compendio medico allegata, quæ ex simplicibus in India crecentibus composita & ad Indorum morbos directa sunt. Augsburg 1684.
- Medicinae Doctoris, Compendium Medico-Chymicum, Seu Accurata medendi Methodus, quae excellentissimis Medicamentis, tam Europae, quam Indiae Orientali proficuis, repleta, rariores Observationes, & curiosam optimorum Medicamentorum, in libelli huius formulis contentorum, praeparationem exhibet Göbelius / Schönigius, Augsburg 1684. ().

Publikationen in den Miscellanea curiosa sive ephemeridum medico-physicarum Germanicarum Academiae Caesareo-Leopoldinae Naturae Curiosorum:
- De Planta mirabili distillatoria. Decuria II, Annus I, Observatio 142.
- De arbore Benzoini. Decuria II, Annus I, Observatio 152.
- De Arbore Camphorae. Decuria II, Annus I, Observatio 153.
- Anatome Coralloides. Decuria II, Annus I, Observatio 173.
- De Cocco de Maldive & Mosambique, cortice Santali citrini, Rusa Raji nigra & alba, cortice Soeda, cortice contra pleuretidem. Anatome Coralloides. Decuria II, Annus I, Observatio 175.
- De Convolvulo sylvatico flore albo. Anatome Coralloides. Decuria II, Annus III, Observatio 206.
- De Aristolochia clematite. Decuria II, Annus III, Observatio 207.
- De Zedoar Zeylanico. Decuria II, Annus III, Observatio 208.
- De Cinnamomo veterum. Decuria II, Annus III, Observatio 209.
- De planta stercorina. Decuria II, Annus III, Observatio 210.
- De Arachidna. Decuria II, Annus III, Observatio 211.
- De Piso Indico majori coccineao. Decuria II, Annus III, Observatio 212
- De Rore Indico. Decuria II, Annus IV, Observatio 56
- De Capra Sylvestri Africana. Decuria II, Annus IV, Observatio 57
- De Mercurii praestantia medica. Decuria II, Annus IV, Observatio 58
- De Minera auri & argenti Sumatrensi. Decuria II, Annus V, Observatio 37

Publikationen  in den Acta Medica & Philosophica Hafniensia:
- LXXXIX. De Spir cornu Rhinocerotis. Ex Epist. Hermanni Nicolai Grim. Nagapatnam Ind. Orient. 22.Sept.1674 ad D. Olaum Borrichium. Annus 1674, 1675, 1676. Volum. III. & IV.
- XC. De arbore Cinomomi. Ex Ejusdem Literis Columbae scriptis 8.Sept.1675 ad. Eundem. Annus 1674, 1675, 1676. Volum. III. & IV.
- Ex Ejusdem literis Columbae in Insula Ceylon scriptis 8.Dec.1675. ad ejundem. Annus 1674, 1675, 1676. Volum. III. & IV.